# Ochromima
Ochromima is een kevergeslacht uit de familie van de boktorren (Cerambycidae). De wetenschappelijke naam van het geslacht werd voor het eerst geldig gepubliceerd in 1881 door Bates.

## Soorten
Ochromima omvat de volgende soorten:
- Ochromima marginicollis (Gahan, 1889)
- Ochromima megalopoides (Bates, 1866)
- Ochromima pallipes (Olivier, 1795)